# OL Lyonnes
L'OL Lyonnes anteriorment anomenat Olympique Lyonnais femení és la secció femenina de l'Olympique de Lió, un club de futbol de Lió, França. És un dels principals equips de futbol femení amb 8 Lligues de Campions i 17 campionats de França.

## Palmarès
- 8 Lligues de Campions
  - 10/11, 11/12, 15/16, 16/17, 17/18, 18/19, 19/20, 21/22
- 17 Lligues de França
  - 90/91, 92/93, 94/95, 97/98, 06/07, 07/08, 08/09, 09/10, 10/11, 11/12, 12/13, 13/14, 14/15, 15/16, 16/17, 17/18, 18/19
- 10 Copes de França
  - 02/03, 03/04, 07/08, 11/12, 12/13, 13/14, 14/15, 15/16, 16/17, 18/19

| Edició |               | 1ª Fase previa ¹ | 2ª Fase previa ¹    | Quarts de final | Semifinals          | Final               |
| ------ | ------------- | ---------------- | ------------------- | --------------- | ------------------- | ------------------- |
| 07/08  |               | SFK Sarajevo     | Kolbotn IL          | Arsenal FC      | Umeå                |                     |
| 08/09  |               |                  | SV Neulengbach      | ASD Bardolino   | FCR Duisburg        |                     |
| Edició | Fase previa ¹ | Setzens de final | Vuitens de final    | Quarts de final | Semifinals          | Final               |
| 09/10  |               | Masinac Nis      | Fortuna Hjørring    | Sassari Torres  | Umeå IK             | Turbine Potsdam     |
| 10/11  |               | AZ Alkmaar       | FK Rossiyanka       | Zvezda Perm     | Arsenal FC          | Turbine Potsdam     |
| 11/12  |               | Olimpia Cluj     | Sparta Praga        | Brøndby IF      | Turbine Potsdam     | 1.FFC Frankfurt     |
| 12/13  |               | PK-35 Vantaa     | Zorky Krasnogorsk   | LdB Malmö       | FCF Juvisy          | VfL Wolfsburg       |
| 13/14  |               | FC Twente        | Turbine Potsdam     |                 |                     |                     |
| 14/15  |               | ACF Brescia      | Paris Saint-Germain |                 |                     |                     |
| 15/16  |               | Medyk Konin      | Atlético de Madrid  | Slavia Praga    | Paris Saint-Germain | VfL Wolfsburg       |
| 16/17  |               | Avaldsnes IL     | FC Zürich           | VfL Wolfsburg   | Manchester City     | Paris Saint-Germain |
| 17/18  |               | Medyk Konin      | BIIK Kazygurt       | FC Barcelona    | Manchester City     | VfL Wolfsburg       |
| 18/19  |               | Avaldsnes IL     | Ajax                | VfL Wolfsburg   | Chelsea FC          | FC Barcelona        |
| 19/20  |               | Ryazan-VDV       | Fortuna Hjørring    | Bayern Múnic    | Paris Saint-Germain | VfL Wolfsburg       |
| 21/22  |               |                  |                     | Juventus        | Paris Saint-Germain | FC Barcelona        |
| 22/23  |               |                  |                     | Chelsea FC      |                     |                     |
| 23/24  |               |                  |                     | Benfica         | Paris Saint-Germain | FC Barcelona        |
| 24/25  |               |                  |                     | Bayern Múnic    | Arsenal             |                     |

- ¹ Fase de grups. Equip classificat millor posicionat en cas d'eliminació o equip eliminat millor posicionat en cas de classificació.